# NGC 2636
NGC 2636 (również PGC 24747 lub UGC 4583) – galaktyka eliptyczna (E), znajdująca się w gwiazdozbiorze Żyrafy. Odkrył ją Ernst Wilhelm Leberecht Tempel 27 lipca 1883 roku.